# قلعه دهکرد
قلعه دهکرد مربوط به دوره قاجار است و در شهرستان بروجرد، بخش مرکزی، دهستان والانجرد، روستای دهکرد واقع شده و این اثر در تاریخ ۱ مرداد ۱۳۸۶ با شمارهٔ ثبت ۱۹۳۱۹ به‌عنوان یکی از آثار ملی ایران به ثبت رسیده است.